# 미치부치 료헤이
미치부치 료헤이(일본어: 道渕 諒平, 1994년 6월 16일 ~ )는 일본의 축구 선수로 포지션은 미드필더이다.

## 클럽 경력
2017년 J1리그 방포레 고후에서 프로 커리어를 시작하였다. 2월 26일에 열린 감바 오사카와의 경기에서 프로 데뷔전을 치렀다. 데뷔 첫 시즌인 2017 시즌에는 리그 4경기에 출전했으며 팀이 J2리그로 강등된 2018 시즌에는 리그 27경기에 출전하며 2골을 기록했다.
2019 시즌을 앞두고 친정팀인 베갈타 센다이로 이적한 미치부치 료헤이는 베갈타 센다이에서 2020년까지 38경기 6득점을 기록하며 팀의 주축 선수로서의 입지를 굳혔지만 데이트 폭력 사건에 연루되며 2020년 10월 팀에서 방출 통보를 받았다.
2021 시즌을 앞두고 K리그2의 충남 아산 FC로의 이적을 확정지었다. K리그 등록명은 료헤이로 정해졌다. 2021년 3월 13일에 열린 부산 아이파크와의 경기에서 K리그 첫 골을 기록했다. 하지만 일본에서의 데이트 폭력 사건이 한국에 알려지며 반 시즌만에 구단을 떠났다.

## 사건사고

### 데이트 폭력 논란
미치부치 료헤이는 2020년 9월, 교제중이던 여성을 지속적으로 폭행한 혐의로 일본 경찰에 체포되는 사건을 일으켰으며 사건 이후 소속팀이던 베갈타 센다이에서 방출되었다.

#### 충남 아산 방출
충남아산 입단 이후 일본에서의 여성 폭력 사실이 한국에 알려지며 충남지역 여성단체들이 강력히 반발했다. 이들은 2021년 3월 8일 '세계여성의날' 기자회견을 아산시청 앞에서 열고 그의 퇴출을 강력히 요구했다. 이후 40여 개 이상의 충남지역 시민단체들이 충남아산FC료헤이퇴출을위한공동행동(이하 '료헤이퇴출행동')을 결성하였다. '료헤이퇴출행동'은 여성에 대해 심각한 폭력을 반복적으로 가하여 일본 프로축구계에서 퇴출된 선수를 인권적 검토 없이 영입한 것은 매우 부적절하며, 특히 이런 선수의 영입은 운영비의 대부분을 세금에서 지원받고 있는 시민구단의 정체성에도 맞지 않는다고 밝혔다. 또한 '여성친화도시'로 지정된 아산시에서 여성 폭력 선수를 영입한 것에 대해 충남 아산 FC 구단주인 아산시장에게 문제 해결을 요구했다. 한 편, 시민단체인 아산시민연대는 2021년 3월 9일에 아산시 인권센터에 그의 영입 과정에서 여성 폭력에 대한 구단측의 사실확인과 충분한 인권적 검토가 있었는지 등에 대해 조사를 요청하는 진정을 제기하였다. 이후 이에 대한 조사단이 구성되어 조사를 진행했다.
결국 충남 아산 FC는 상습적 여성폭력 행위로 물의를 빚은 미치부치 료헤이 선수와의 계약을 종료했다. 대표이사는 2021년 5월 31일 "오늘 (료헤이 선수와) 상호합의에 의한 계약종료를 서명했다"고 발표함으로써 그가 사실상 방출되었음을 공식적으로 밝혔다. 일본에서 반복적으로 여성 폭력 행위를 저지른 이를 시민구단의 소속 선수로 경기에 내보내는 것이 부적절하다는 지적을 받아들인 결과였다.